# 大洲郷土館ユースホステル
大洲郷土館ユースホステル（おおずきょうどかんユースホステル）は日本ユースホステル協会に加盟している愛媛県のユースホステル。付属の郷土館は大洲藩主加藤氏の資料などを所蔵。

## アクセス
- JR予讃線 伊予大洲駅下車 徒歩20分 または伊予大洲駅からバスで8分本町下車 徒歩7分

## 周辺情報
- 大洲城
- 肱川鵜飼
- 中江藤樹邸跡
- 臥龍山荘
- おおず赤煉瓦館